# 克朗普勒 (北卡羅萊納州)
克朗普勒（英語：Crumpler）是位於美國北卡羅萊納州阿什縣的非建制地區。

## 歷史
克朗普勒的郵局自1885年營運至今。

## 地理
克朗普勒所處的海拔為高於海平面780米（即2559英呎），而該地所採用的時區為UTC-5，即北美东部时区（EST）。同時該地設有夏令時間，為UTC-5調快一小時，即UTC-4（EDT）。